# Reakcja heparowa
Reakcja heparowa (próba heparowa) – reakcja charakterystyczna pozwalająca na wykrywanie siarczanów i innych związków siarki w próbkach trudno rozpuszczalnych, dla których nie można stosować reakcji strąceniowych. Nazwa pochodzi od czerwonobrązowego zabarwienia przypominającego kolor wątroby, powstającego podczas stapiania siarki z węglanami metali alkalicznych (hepar sulphuris = „wątroba siarki”).
Siarczany prażone na węglu drzewnym z Na2CO3 redukują się do rozpuszczalnego w wodzie Na2S:
BaSO4 + Na2CO3 + 4C → BaCO3 + 4CO↑ + Na2S
Siarczek sodu powstaje też dla innych związków zawierających siarkę. Otrzymany stop, zwilżony wodą na srebrnej blaszce, pozostawia ciemnobrązową lub czarną plamę na skutek utworzenia się czarnego Ag2S:
2Na2S + 4Ag + 2H2O + O2 → 4NaOH + 2Ag2S